# Mondaugen
Die Mondaugen (Hiodon) sind eine Gattung heringsähnlicher, bis 50 cm langer Süßwasserfische, die mit zwei rezenten Arten in nordamerikanischen großen Seen und Flüssen östlich der Rocky Mountains leben. Drei weitere, heute ausgestorbene Arten aus dem Eozän kamen auch westlich der Rocky Mountains vor. Der wissenschaftliche Name Hiodon nimmt offenbar Bezug auf das bezahnte Zungenbein (Hyoid + Gr.: „odous“ = Zahn) das dem Parasphenoid gegenübersteht und so den "inneren Biss" der Osteoglossomorpha bildet.

## Merkmale
Die rezenten Mondaugen werden maximal einen halben Meter lang bleiben in den meisten Fällen aber bei einer Länge von etwa 30 cm. Ihre Rückenflosse hat neun bis zwölf Flossenstrahlen, die Afterflosse ist lang, mit 23 bis 33 Flossenstrahlen, die Schwanzflosse ist gespalten, die Bauchflossen haben sieben Strahlen. Ihre Schwimmblase reicht bis in den Schädel.
Von weiteren Gattungen der Hiodontiformes (alle ausgestorben) unterscheidet sich Hiodon u. a. durch die röhrenförmigen und gebogenen Nasale, eine dorsale Einbuchtung auf der Prämaxillare, einen rundlichen, posterior-ventralen Auswuchs am Vorkiemendeckel, die Anzahl der Wirbel (50 bis 63), den fehlenden oder reduzierten Neuralfortsatz des ersten Wirbels und die zwei Neuralfortsätze des zweiten Wirbels. Während alle anderen Osteoglossomorpha zwei Pylorusschläuche haben, hat Hiodon (und Pantodon) nur einen.

## Lebensweise
Die beiden rezenten Arten, das Mondauge und das Goldauge, kommen in Seen und Flüssen, dort oft in stark strömendem Wasser vor. Sie ernähren sich von kleineren Fischen, Schnecken, Insekten und Krebstieren, unternehmen Laichwanderungen und laichen von April bis Juni über steinigem oder kiesigem Gewässergrund in Regionen mit wenig Strömung.

## Systematik
Die Gattung besteht aus zwei rezenten und drei ausgestorbenen Arten, von denen zwei ursprünglich der Gattung Eohyodon Cavender, 1966 zugeordnet wurden. Nach der Synonymisierung von Eohyodon mit Hiodon ist Hiodon die einzige Gattung der Familie Hiodontidae.
| Deutscher Name | Wissenschaftlicher Name                         | Verbreitung bzw. Fundort             | Erdgeschichtliche Epoche |
| -------------- | ----------------------------------------------- | ------------------------------------ | ------------------------ |
| Goldauge       | Hiodon alosoides (Rafinesque, 1819)             | mittleres und östliches Nordamerika. | Rezent                   |
| Mondauge       | Hiodon tergisus Lesueur, 1818                   | mittleres und östliches Nordamerika. | Rezent                   |
|                | † Hiodon consteniorum Li & Wilson, 1994         | nordwestliches Montana.              | spätes Eozän             |
|                | † Hiodon rosei (Hussakof) Hilton & Grande, 2008 | British Columbia, Kanada.            | Eozän                    |
|                | † Hiodon woodruffi (Wilson, 1978)               | Washington.                          | Eozän                    |